# Maria Kalapothakes
Maria Kalapothakes, född 1859, död 1941, var en grekisk läkare. Hon blev 1894 den första kvinnliga läkaren i det moderna Grekland (Angélique Panayotatou blev dock 1897 den första kvinnliga läkare som studerat till läkare vid ett grekiskt universitet).
Maria Kalapothakes var dotter till den amerikanska missionären Martha Hooper Blackler (1830-1871) och den grekiska kirurgen Michail Kalapothakes (1825-1911). Hon tog studenten från en grekisk flickskola och studerade sedan vid Harvard Annex (nu Radcliffe College) i USA och i Paris från 1886.  Hon återvände år 1894 till Grekland, där hon samma år fick sin medicinska examen från Atens universitet. 
Hon blev känd för sitt arbete för de sårade och utbildande av frivilliga sjuksköterskor under Grek-turkiska kriget (1897) och Balkankrigen, och fick 1899 en medalj av  drottning Olga för sitt arbete. Hon var professor vid flickskolan Arsakeion och sekreterare för International Council of Women åren 1906–1909.